# St. Jakob (Regensburg)

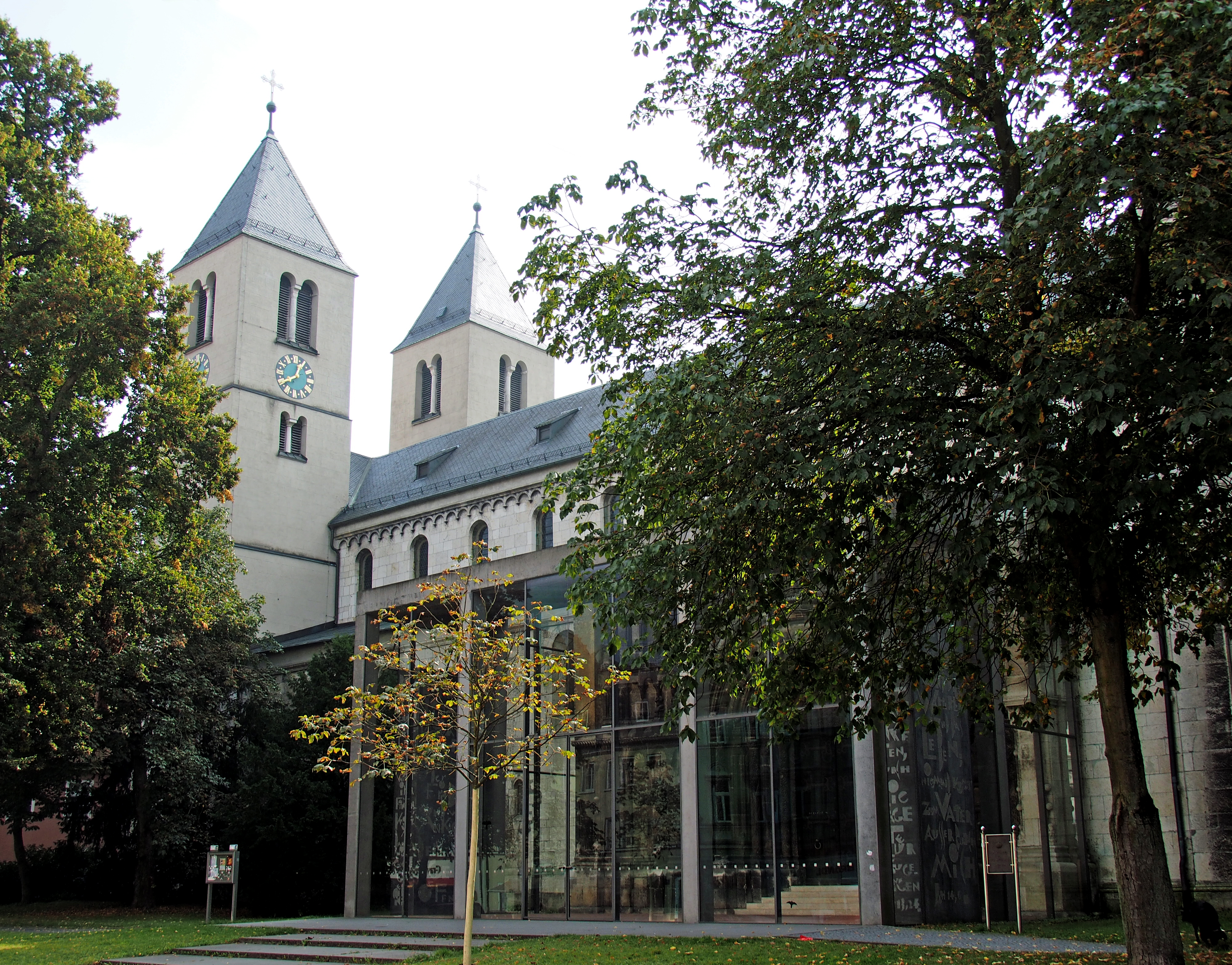
Schottenkirche St. Jakob

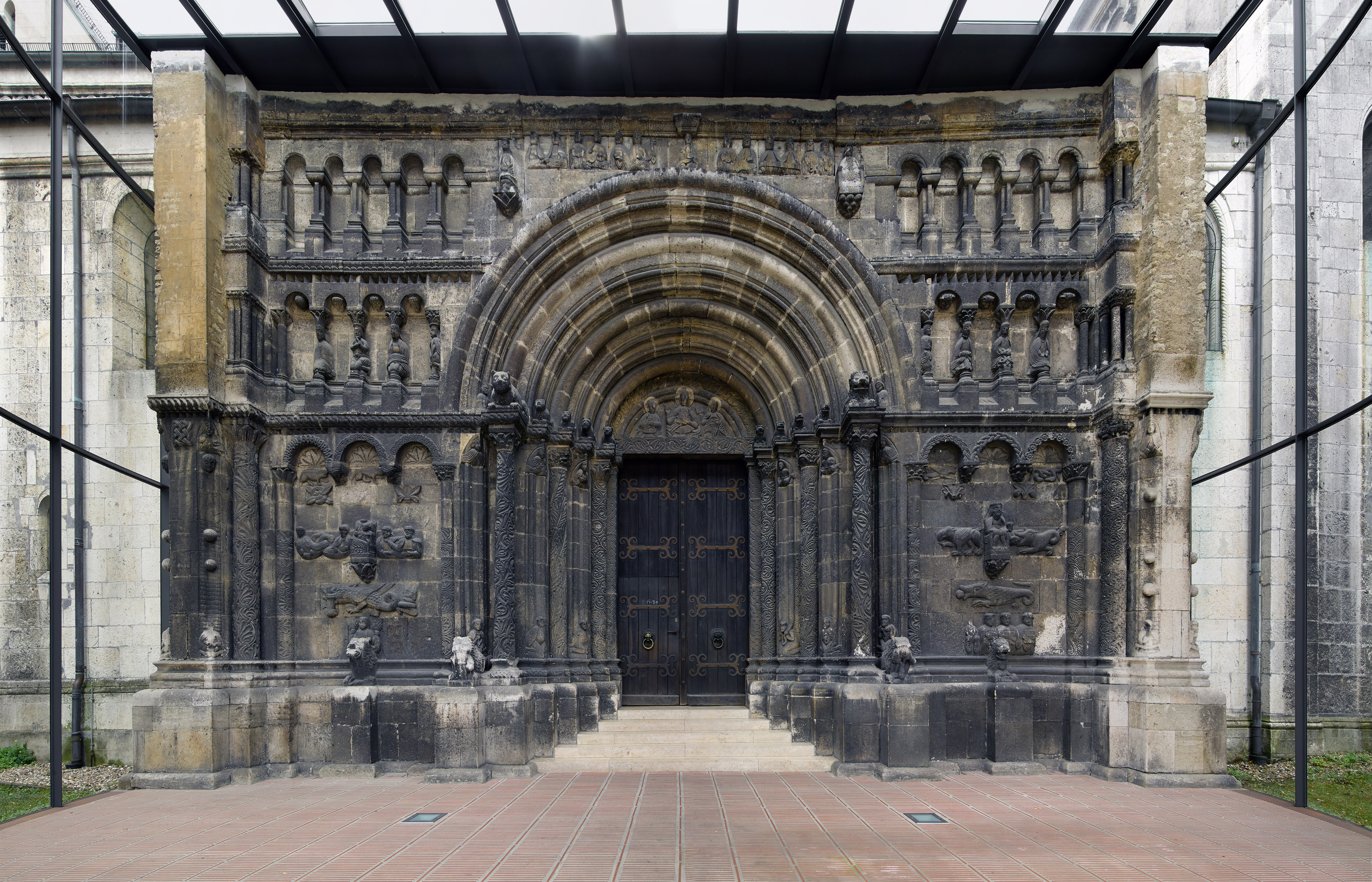
Schottenportal

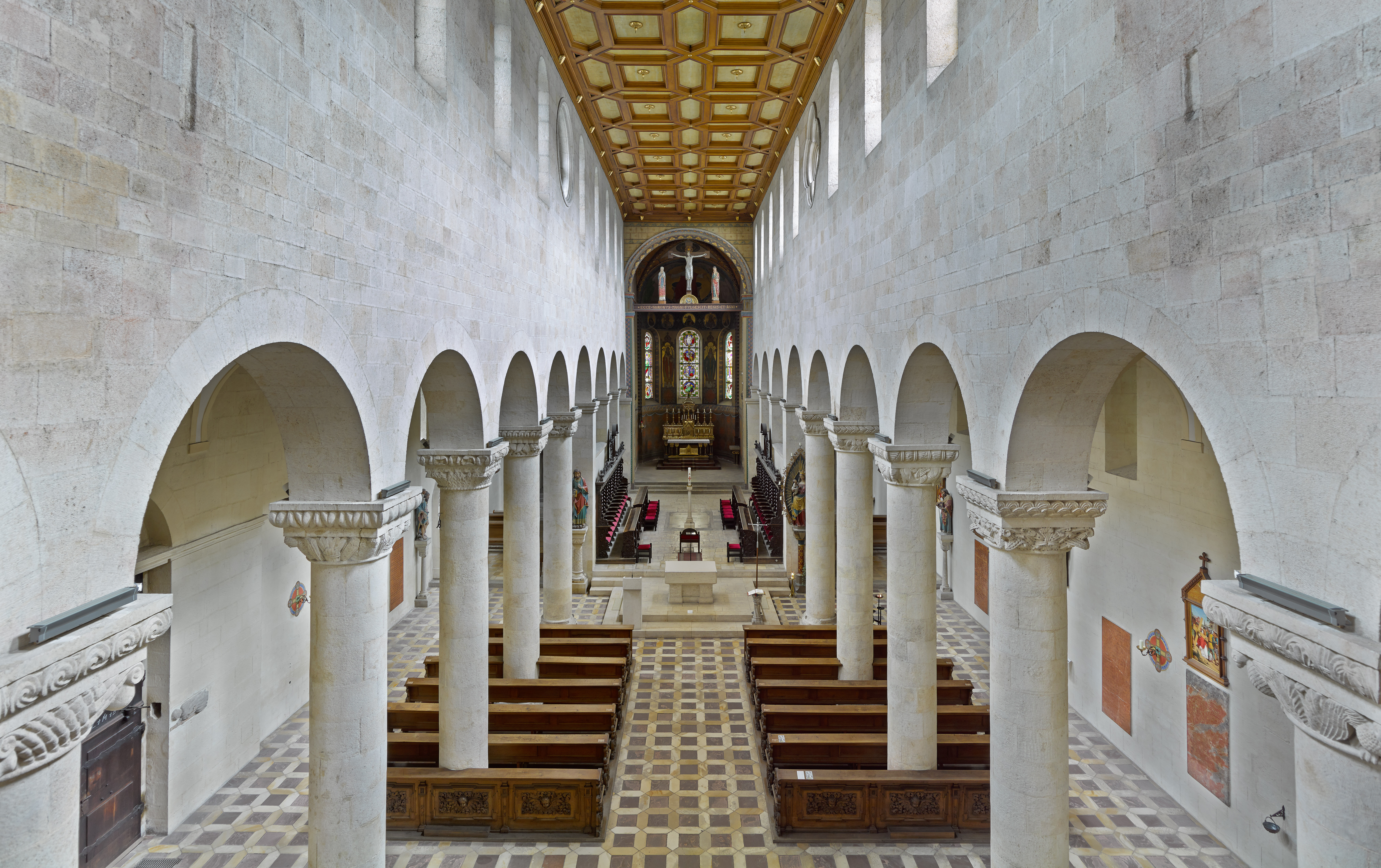
Innenansicht

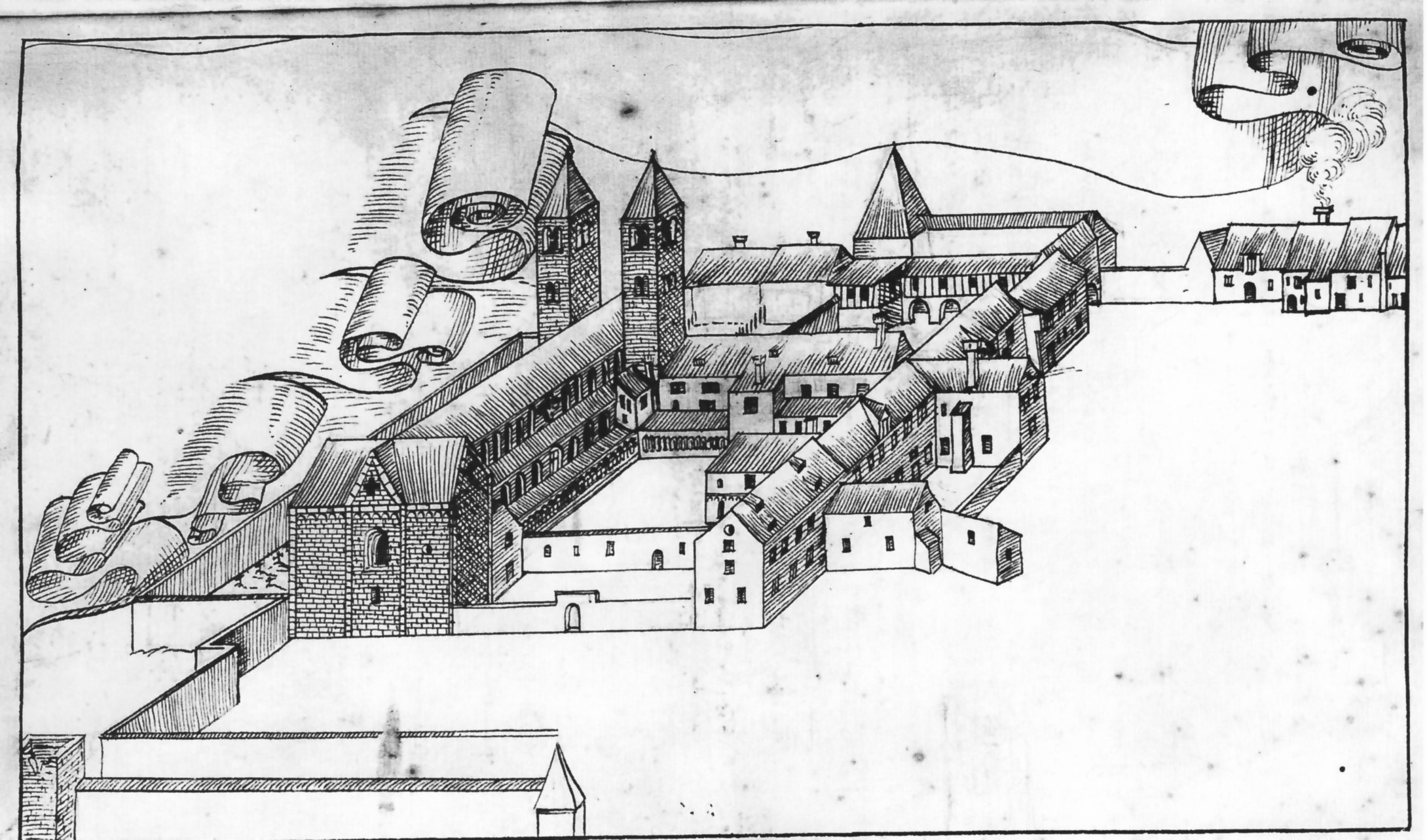
Ansicht St. Jakob von Südwest um 1640

Die Schottenkirche St. Jakob in Regensburg, angrenzend an das gleichnamige Schottenkloster, ist ein bedeutendes Bauwerk hochromanischer Kirchenarchitektur in Süddeutschland. Bekannt geworden ist vor allem das Mitte des 12. Jahrhunderts entstandene Nordportal der Kirche mit seinem urtümlichen und rätselhaften Figurenbildwerk, das Anlass zu verschiedenen Interpretationen gibt.

## Geschichte

### Mittelalter

#### Vorläufer Kloster Weih St. Peter
Gegen Ende des 11. Jahrhunderts kamen benediktinische Wandermönche aus Irland (miseri peregrini) auf das europäische Festland und leiteten damit dort die zweite Welle irischer Klostergründungen ein. Noch vor ihnen, von 1050 bis 1070, waren bereits Marianus Scottus und noch vor ihm dessen Landsmann und späterer Berater Mercherdach als Erste bis nach Regensburg gekommen und hatten dort das kleine Kloster Weih St. Peter südwestlich außerhalb des damaligen Stadtgebiets, vor den Mauern der nach 920 entstandenen Arnulfinischen Stadtmauer, erbaut und gegründet. Die damals zugehörigen baulichen Anlagen des Vorgängerklosters sind heute nicht mehr erkennbar, denn die Gebäude wurden bereits 1552 bei Vorbereitungen auf erwartete Angriffe im Schmalkaldischen Krieg aus taktischen Gründen zerstört. Das nordwestlich benachbarte, später erbaute mittelalterliche Stadttor erinnert mit seinem Namen „Weih-St.-Peters-Tor“ noch an das ehemalige Kloster ebenso wie der dort noch heute verlaufende St.-Peters-Weg und der dort angelegte ehemalige Petersfriedhof. Um 1080 starb Marianus Scottus und wurde auf dem Klostergelände begraben.

#### Klosterneubau
Zu dieser Zeit waren Marianus Scottus bereits so viele irische benediktinische Brüder nach Regensburg gefolgt, dass der Bau eines großen Klosters mit einer Kirche erforderlich wurde. Die „iroschottischen“ Mönche erwarben deshalb einen größeren Bauplatz weiter im Westen, der dort ebenfalls südwestlich außerhalb des Stadtgebiets vor der damaligen Arnulfinischen Stadtmauer lag. Um 1090 wurde dort der Grundstein gelegt für ein großes Klostergebäude mit Kirche, das 1150 oder 1193 fertig gestellt wurde. Der Bau war aber von so schlechter Qualität, dass der Verfall schon 30 Jahre später begann und am Ende nur die Kirchtürme und Nebenapsiden erhalten blieben. Ein Neubau wurde um 1150 geplant, dann begonnen und unter Abt Gregor (1156–1185), dem Bauherren und Auftraggeber, um 1180 abgeschlossen. In dieser Bauphase entstand das heute so berühmte, nördliche Eingangsportal der Kirche, das Schottenportal, das als eines der Hauptwerke der deutschen Romanik bezeichnet werden kann.
Die irischen Mönche wurden im Volksmund auch Skoten genannt und dementsprechend wurden die Kirche und das Kloster Schottenkirche bzw. Schottenkloster genannt. Von Regensburg aus erfolgte auch die Ausbreitung der irischen Benediktiner in Deutschland und darüber hinaus: 1134 St. Jakob in Würzburg, 1137/38 in Erfurt, 1140 St. Ägid in Nürnberg und 1142 St. Jakob in Konstanz. 1155 richtete Heinrich Jasomirgott das Wiener Schottenkloster ein, und um 1160 das in Eichstätt. Innerhalb von 30 Jahren entstanden acht iroschottische Klöster in Deutschland. Abschluss und Höhepunkt dieser Entwicklung war das Erste Generalkapitel aller irischen Benediktiner auf deutschem Boden im Jahr 1216.
Am Ende des 13. Jahrhunderts hatte sich die Stadt Regensburg im Westen um ca. 500 Meter über die Arnulfinische Stadtmauer hinaus ausgeweitet, sodass mit der nach 1300 entstehenden mittelalterlichen Stadtmauer außer der neu entstandenen Westenvorstadt nun auch das bereits bestehende Jakobskloster von der neuen Stadtmauer nahezu rundum eingeschlossen und damit geschützt werden konnte. Unmittelbar nördlich und westlich vor der Kirche entstanden die umfangreichen, festungsartigen Anlagen für die dort verlaufende wichtige Handelsstraße nach Westen. Erbaut wurde eine Stadttoranlage, genannt Jakobstor, mit einem hohen Turm, ähnlich dem Ostentorturm. Ein weiterer Turm sollte die zwei niedrigeren Brückentortürme und die Zugbrücke schützen, die den Übergang über den dort sehr breiten Stadtgraben ermöglichten. Bis auf die beiden Brückentortürme wurden um 1800 alle Toranlagen abgebrochen, weil sie den Verkehr auf der Straße und auch den Blick auf das Klostereingangstor stark behinderten.
Im 15./16. Jahrhundert bildete sich eine schottische Kaufmannsbruderschaft bei St. Jakob, die einen Altar zu Ehren des schottischen Nationalpatrons St. Andreas stiftete. 1515 ging das Kloster an die schottischen Benediktiner über.

### Frühe Neuzeit
Unter Abt Ninian Winzet, dem Beichtvater Maria Stuarts, erlebte das Kloster ab 1577 einen Aufschwung. Jetzt diente es wieder der Seelsorge, als Herberge der schottischen Gemeinde und der durchreisenden Händler, der Rompilger sowie der Erziehung junger Schotten. Abt Placidus Fleming (1672–1720) gründete ein Missions-Seminar für junge Schotten, die in ihre Heimat zurückkehren sollten. Der Missionsgedanke stand nicht mehr im Vordergrund, es gingen jedoch Wissenschaftler hervor wie Abt Bernard Stuart, Mathematiker, Physiker und Architekt sowie der Physiker und Paläontologe Ildephons Kennedy.

### Neuzeit
1803 entging die Schottenabtei mit wenigen anderen deutschen Klöstern der Säkularisation. Im Zuge der Säkularisation untersagte Erzbischof Dalberg zwar die Aufnahme weiterer Novizen, 1827 wurde das Kloster dann aber von König Ludwig I. wiederhergestellt. Erst um 1862 wurde durch päpstliches Breve das Kloster aufgelöst und durch Bischof Senestrey das Priesterseminar eingerichtet. Von 1866 bis 1872 mussten die Gebäude um- und teilweise neu gebaut werden. Dabei wurden Teile des romanischen Kreuzgang-Ostflügels aufgedeckt und die Säulchen in der Kirche wiederverwendet. Der Nordturm wurde dabei fast vollständig abgetragen, mit gleichem Material aber wiederaufgebaut. 1874 wurde die Seminarkirche konsekriert. Eine umfangreiche Innen- und Außenrestaurierung mit Neugestaltung der Altarinsel fand 1988 ihren Abschluss. Im Jahr 1999 wurde aus konservatorischen Gründen für das „Schottenportal“ ein Glasvorbau nach einem Entwurf des Architekturbüros Böhm errichtet.

## Architektur und Ausstattung
Das sogenannte Schottenportal im Eingangsbereich zählt zu den bedeutendsten romanischen Baudenkmälern Deutschlands. Es handelt sich um ein rundbogiges Portal mit dreistufigem Gewände. Über die Bedeutung der rätselhaften Bilderzyklen am Portal gibt es viele Deutungen, von denen jedoch keine als gesichert angesehen werden kann. Dargestellt sind Menschen- und Tierfiguren. Sicher kann nur gesagt werden, dass der Zyklus Weltgericht, Himmel und Hölle thematisiert. Die zwölf Figuren stellen die Ausgestoßenen dar, denen die Aufnahme ins Himmelreich verwehrt bleibt. Die Figuren stehen für von der mittelalterlichen Gesellschaft verachtete und stigmatisierte Personen und Gewerbe wie Kuppler, Verbrecher, Prostituierte, Gaukler, Tänzerinnen, Prasser und Faule.

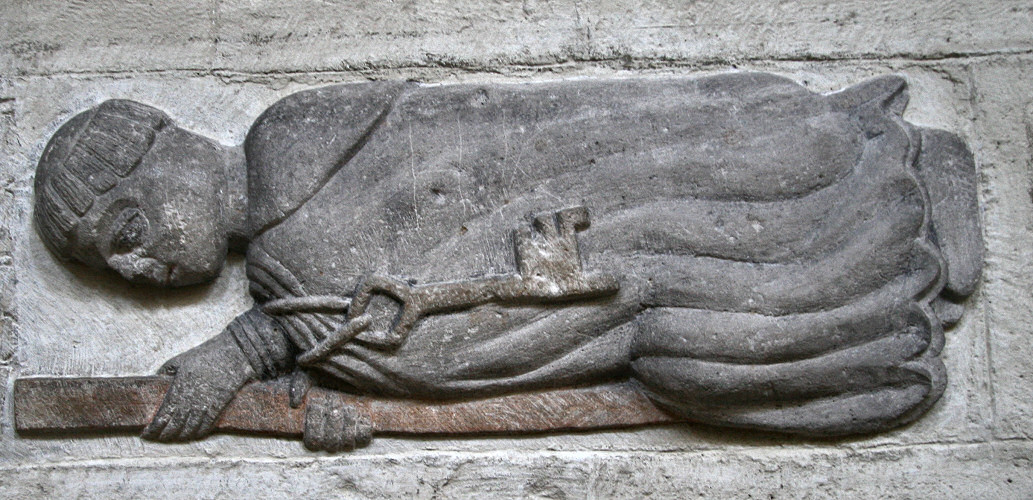
Mönch Rydan mit Schlüssel

Im Kircheninneren befindet sich rechts am Portal die horizontale Reliefplastik eines Mönches namens Rydan mit einem Schlüssel. Dieser Mönch hat vermutlich tatsächlich gelebt und stellt verschiedenen Deutungen zufolge den Baumeister des Portals oder einen Pförtner dar.
Die Schottenkirche ist eine dreischiffige Basilika mit drei Apsiden und Osttürmen über dem Joch der Nebenchöre und westlichen Querhaus. Der Chor hebt sich vom Langhaus durch die Stützen ab: Im Chor finden sich Pfeiler, im Langhaus Säulen. Der Chor hat ein rechteckiges Joch sowie eine halbrunde Apsis. Die Nebenchöre haben ein quadratisches Joch und ebenfalls eine halbrunde Apsis. Das Mittelschiff ist mit einer hölzernen Kassettendecke ausgestattet, die wohl aus dem Jahr 1647 stammt. Im Westen wurde über alle drei Schiffe eine unterwölbte Empore errichtet. Auf der Empore steht eine Orgel der Firma Binder und Siemann aus dem Jahr 1899 (Opus 79) mit 18 Registern auf zwei Manualen und Pedal, die 2022 von Orgelbau Andreas Utz restauriert wurde. Sie besitzt folgende Disposition:
| I Hauptwerk C–f3 |            |        |
| 1.               | Bordun     | 16′    |
| 2.               | Principal  | 8′     |
| 3.               | Gamba      | 8′     |
| 4.               | Gedeckt    | 8′     |
| 5.               | Flöte      | 8'     |
| 6.               | Salicional | 8'     |
| 7.               | Octave     | 4'     |
| 8.               | Flöte      | 4'     |
| 9.               | Octave     | 2'     |
| 10.              | Mixtur IV  | 2 2⁄3' |

| II Nebenwerk C–f3 |                 |    |
| 11.               | Geigenprincipal | 8′ |
| 12.               | Lieb. Gedeckt   | 8′ |
| 13.               | Dolce           | 8' |
| 14.               | Aeoline         | 8' |
| 15.               | Fugara          | 4' |

| Pedal C–d1 |           |     |
| 16.        | Violon    | 16′ |
| 17.        | Subbass   | 16′ |
| 18.        | Octavbass | 8′  |

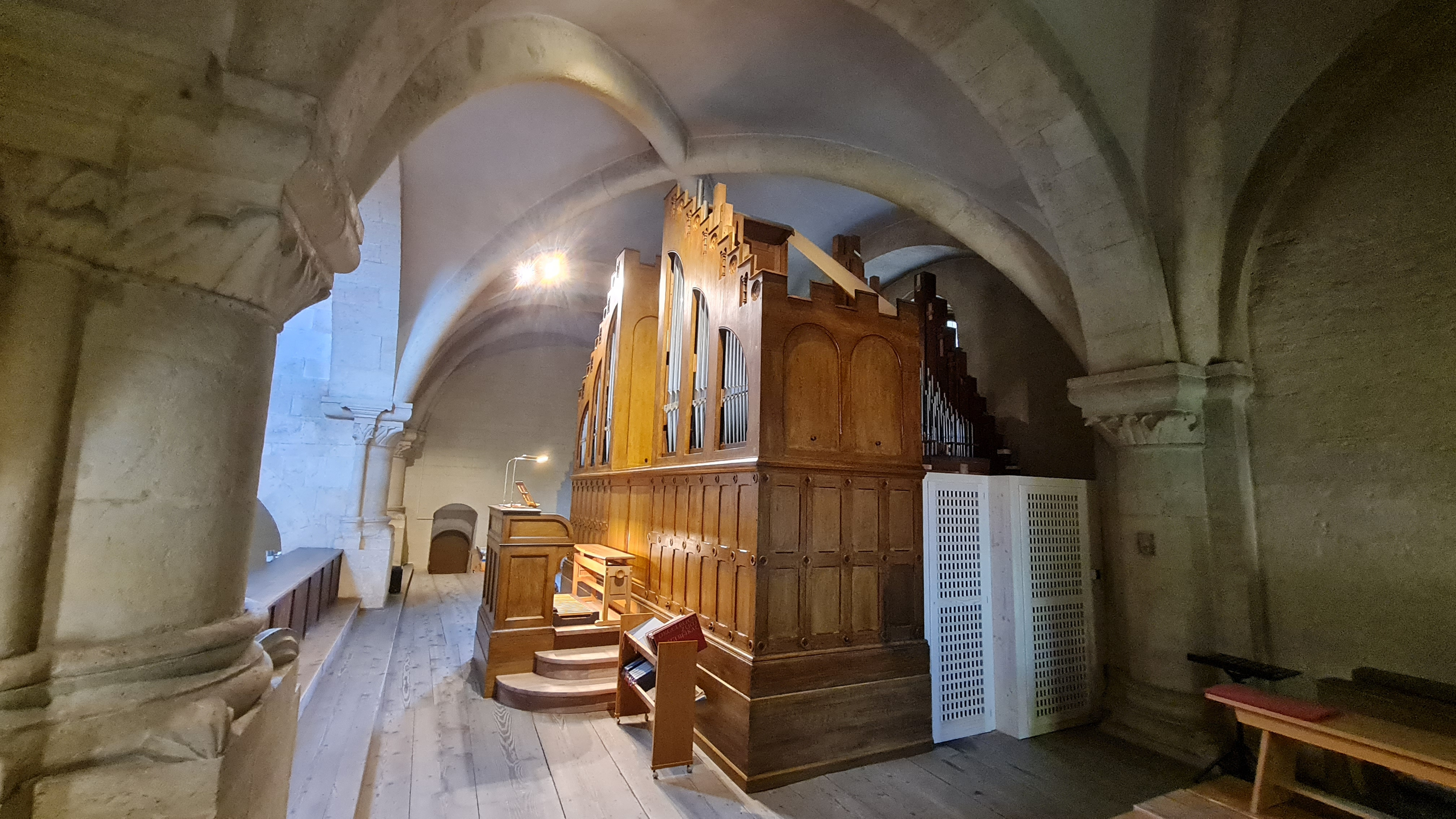
Seitenansicht der Binderorgel

- Koppeln: Superoctavkoppel I, II/I, I/P, II/P
- Spielhilfen: 3 feste Kombinationen

1. ↑  Ausgebaut bis f4
2. ↑  Mit Terz
3. ↑  C-Es akustisch

## Nutzung
St. Jakobus ist die Seminarkirche des Regensburger Priesterseminars. Dieses wurde unter Bischof Ignatius von Senestrey im säkularisierten Schottenkloster untergebracht. Aus diesem Grund befindet sich sein Grab als einziges der Bischöfe seit Carl von Dalberg nicht im Dom, sondern zwischen dem Haupt- und Volksaltar in der Schottenkirche.